# Freundschaftstempel

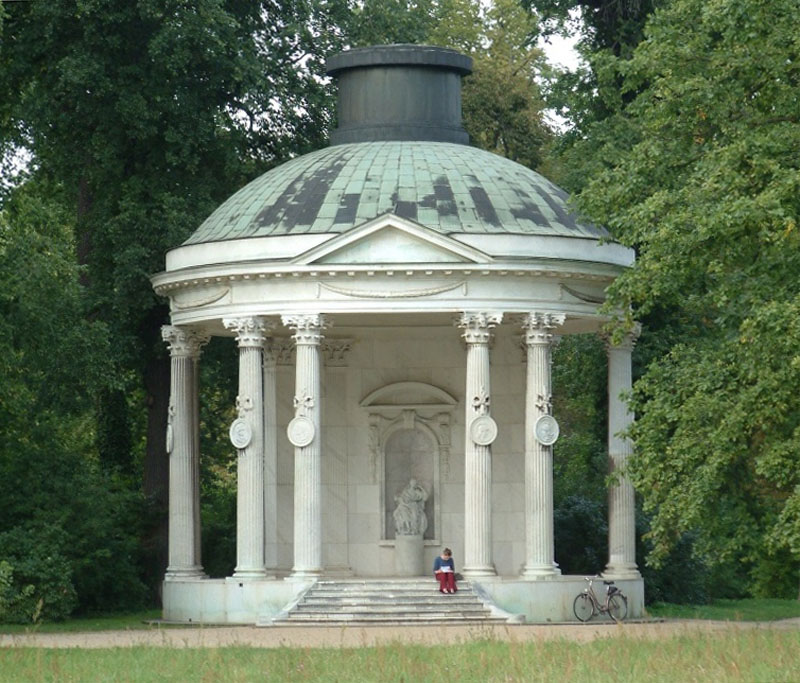
Freundschaftstempel im Park Sanssouci

Der Freundschaftstempel ist ein kleiner Rundtempel im westlichen Teil des Parks Sanssouci in Potsdam, den der preußische König Friedrich II. zum Andenken an seine 1758 verstorbene Lieblingsschwester, die Markgräfin Wilhelmine von Bayreuth, errichten ließ. In der Nähe des Neuen Palais, südlich der Hauptallee, schuf Carl von Gontard zwischen 1768 und 1770 den Pavillon als Gegenstück zu dem in einer Achse nördlich der Allee gelegenen Antikentempel.

## Vorbild: Pavillon in Neuruppin

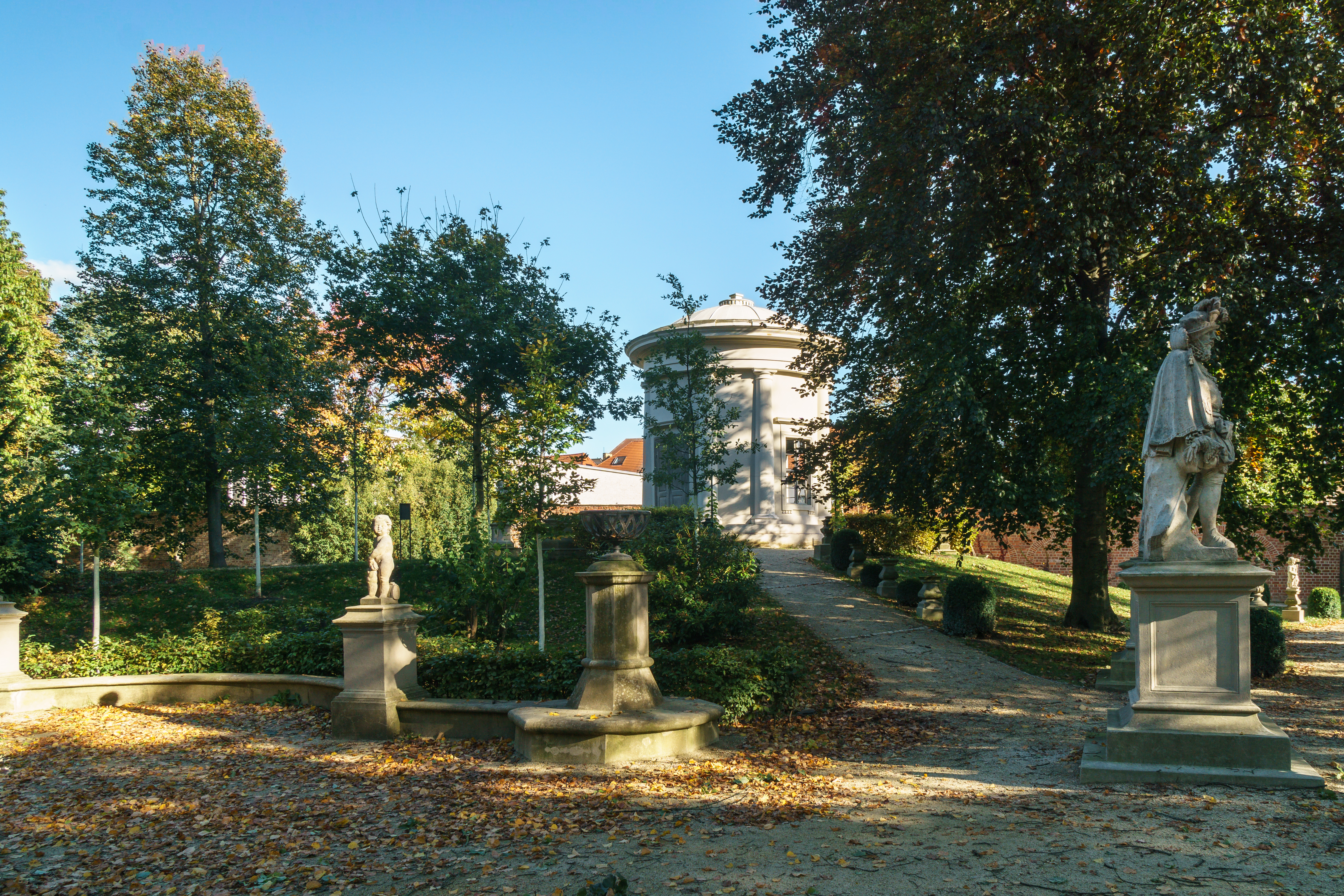
Apollotempel in Neuruppin

Als Vorbild für den Freundschaftstempel diente der Apollotempel im Amaltheagarten in Neuruppin. Das Erstlingswerk des Architekten Georg Wenzeslaus von Knobelsdorff entstand 1735 in einem Zier- und Nutzgarten, den Kronprinz Friedrich (der Große) an seinem Neuruppiner Wohnsitz anlegen ließ, wo er von 1732 bis 1735 Befehlshaber eines Regiments war.
Der Apollotempel war ein offener Rundtempel, der jedoch 1791 durch Ausmauerung der Säulenzwischenräume geschlossen wurde. Im August 1735 schrieb Friedrich an seine Schwester Wilhelmine: „Das Gartenhaus ist ein Tempel aus acht dorischen Säulen, die eine Kuppel tragen. Auf ihr steht die Statue Apollos. Sobald es fertig ist, werden wir Opfer darbringen – natürlich Dir, liebste Schwester, als  Beschützerin der schönen Künste.“

## Pavillon im Park Sanssouci

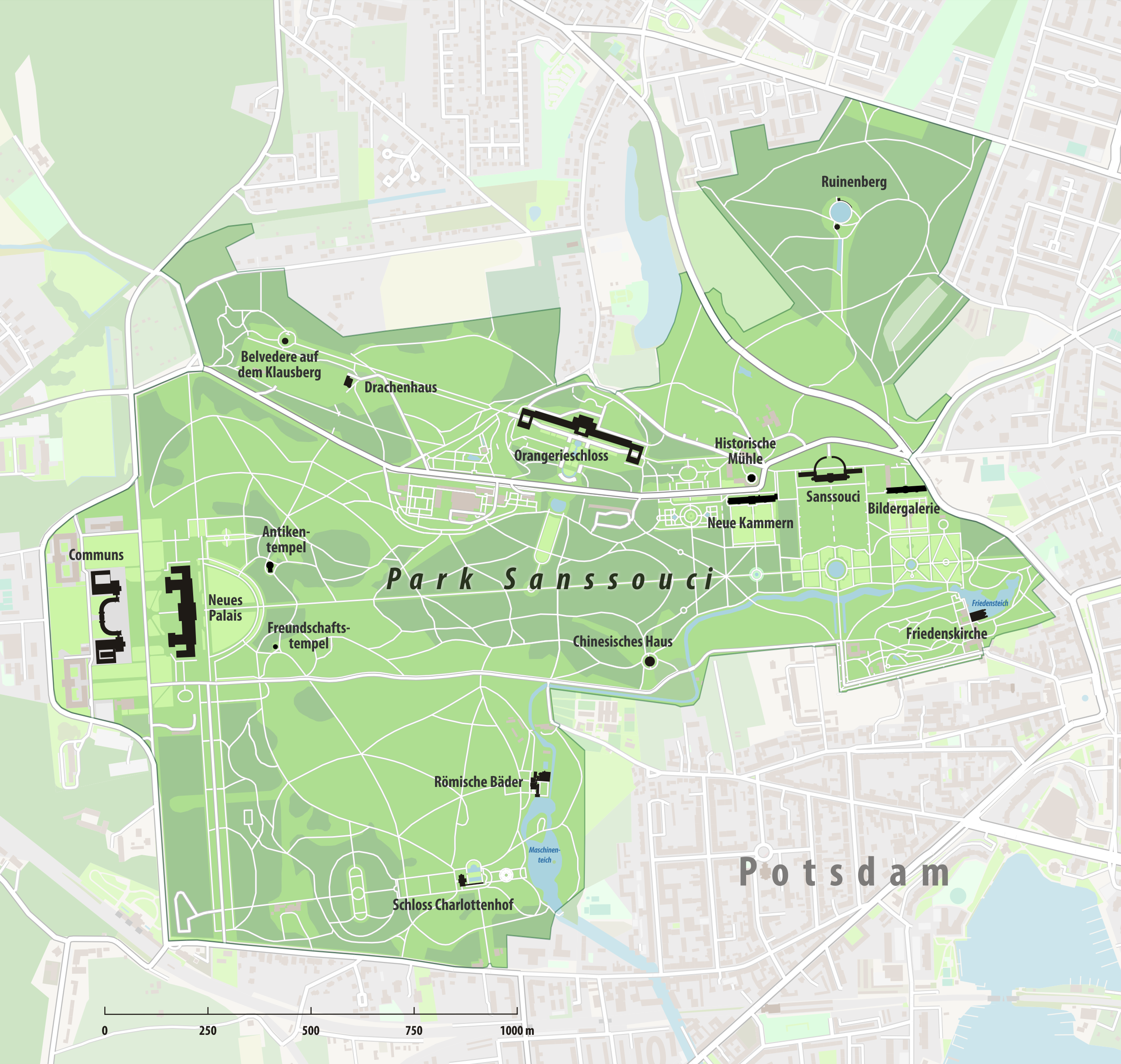
Der Freundschaftstempel liegt im westlichen Teil der Parkanlage von Sanssouci.

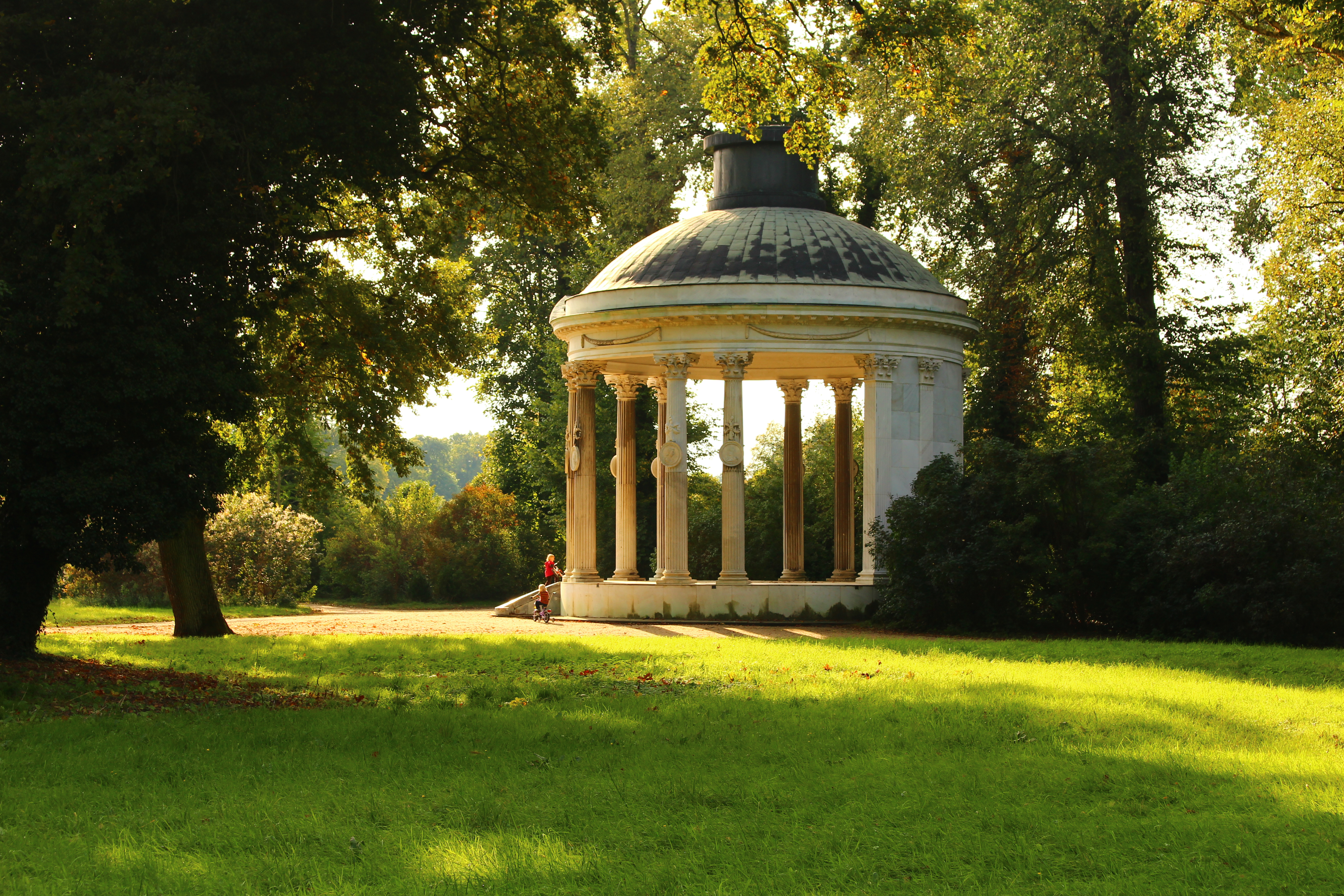
Freundschaftstempel inmitten des Parks

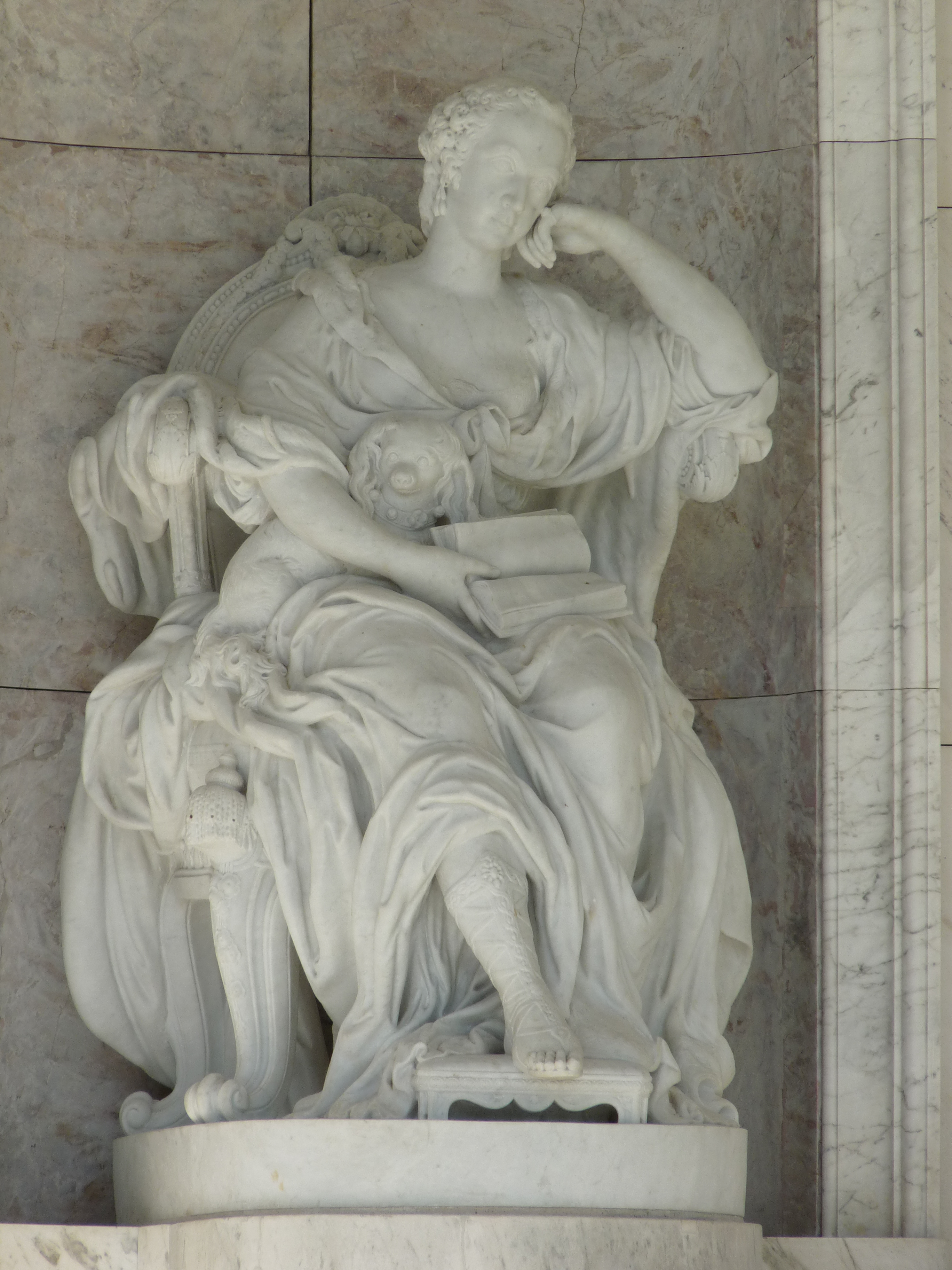
Sitzstatue der Wilhelmine von Bayreuth

Für den Ort der Erinnerung an seine Lieblingsschwester wählte Friedrich der Große, wie in Neuruppin, den Baustil des offenen Rundtempels, dessen flach gewölbtes Dach von acht paarweise angeordneten korinthischen Säulen getragen wird. Diese Form, bautypologisch ein Monopteros, findet ihren Ursprung im antiken Griechenland, wo solche Schirmdächer über Kultstatuen und Grabmälern errichtet wurden.
Eine Apotheose der Wilhelmine von Bayreuth bedeutet ihre Darstellung als überlebensgroße Sitzstatue in einer Rundbogennische an der rückwärtigen schmalen Wandfläche. Ihr nackter Fuß ruht auf einem vierbeinigen Schemel und lädt nach dem Vorbild antiker Götterstatuen zur Verehrung ein. Das Haupt neigt sich huldvoll dem Betrachter zu, das auf dem Schoß ruhende Buch steht als Attribut für die Beschützerin der Wissenschaften. Die Statue stammt aus der Werkstatt des Bildhauers Johann Lorenz Wilhelm Räntz. Als Vorlage für die Figur aus Marmor diente ein Gemälde des Porträt- und Hofmalers Antoine Pesne. Die Medaillons an den Säulenschäften mit Bildnissen von Freundschaftspaaren aus der Antike und das Buch in ihrer Hand weisen auf die Begeisterung der Markgräfin für dieses Zeitalter hin. „Die Gegenüberstellung tugendhafter männlicher Freundschaften mit Wilhelmine drückte die höchste Wertschätzung aus, die der König je einer Frau gegenüber zeigte.“
Dargestellte Freundschaftspaare und Markgräfin Wilhelmine im Zentrum

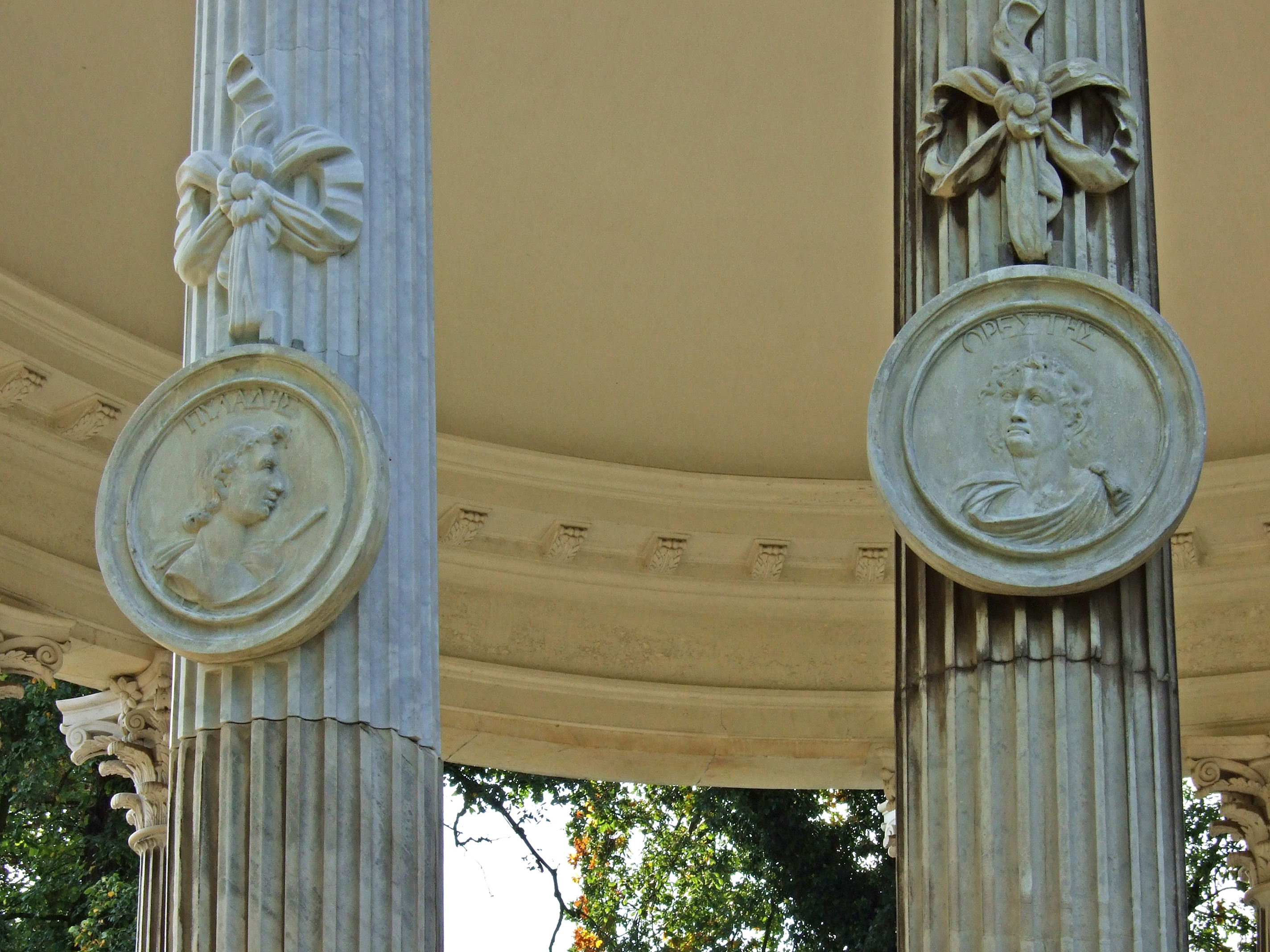
Pylades & Orestes
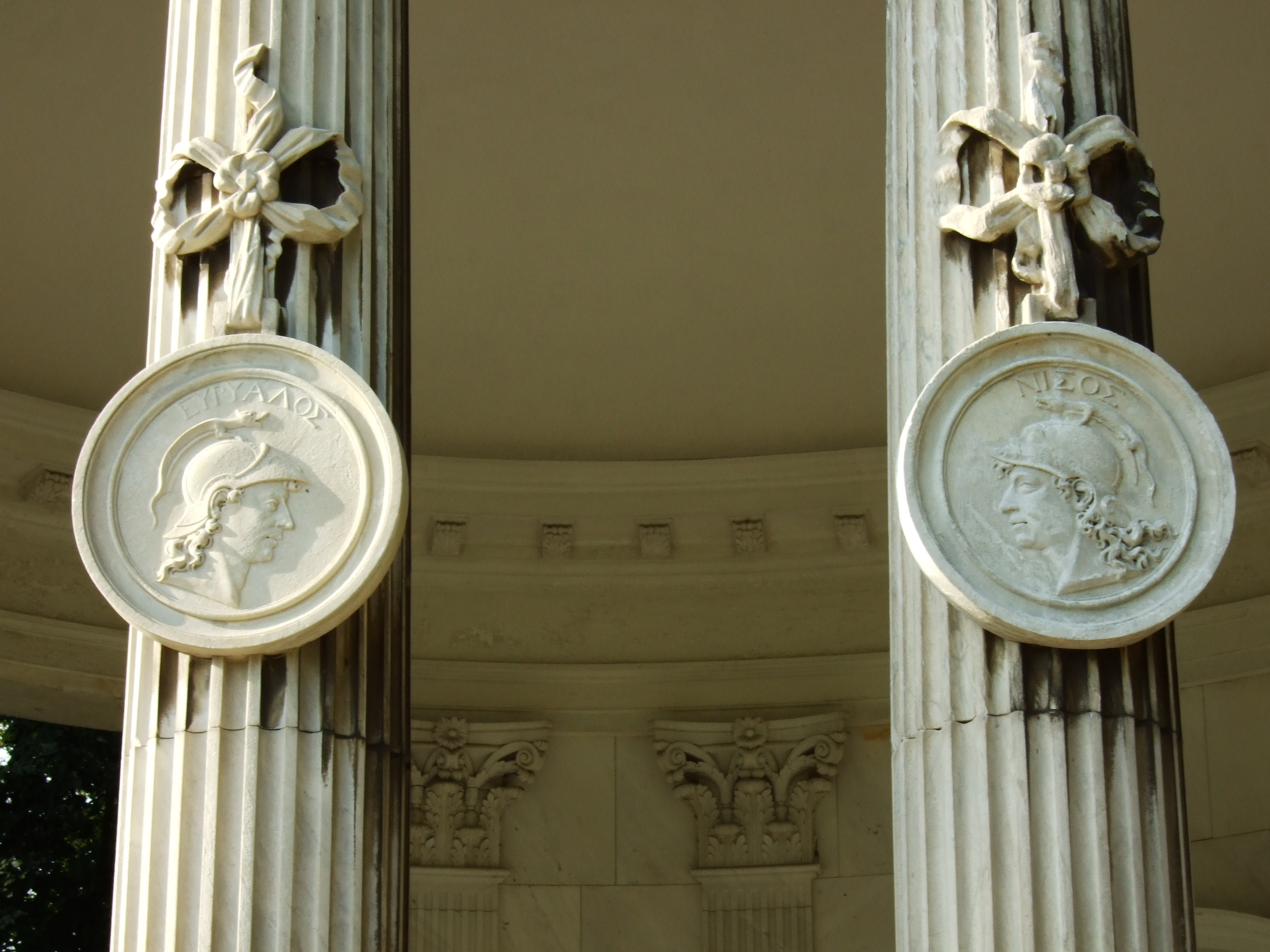
Euryalos & Nisos
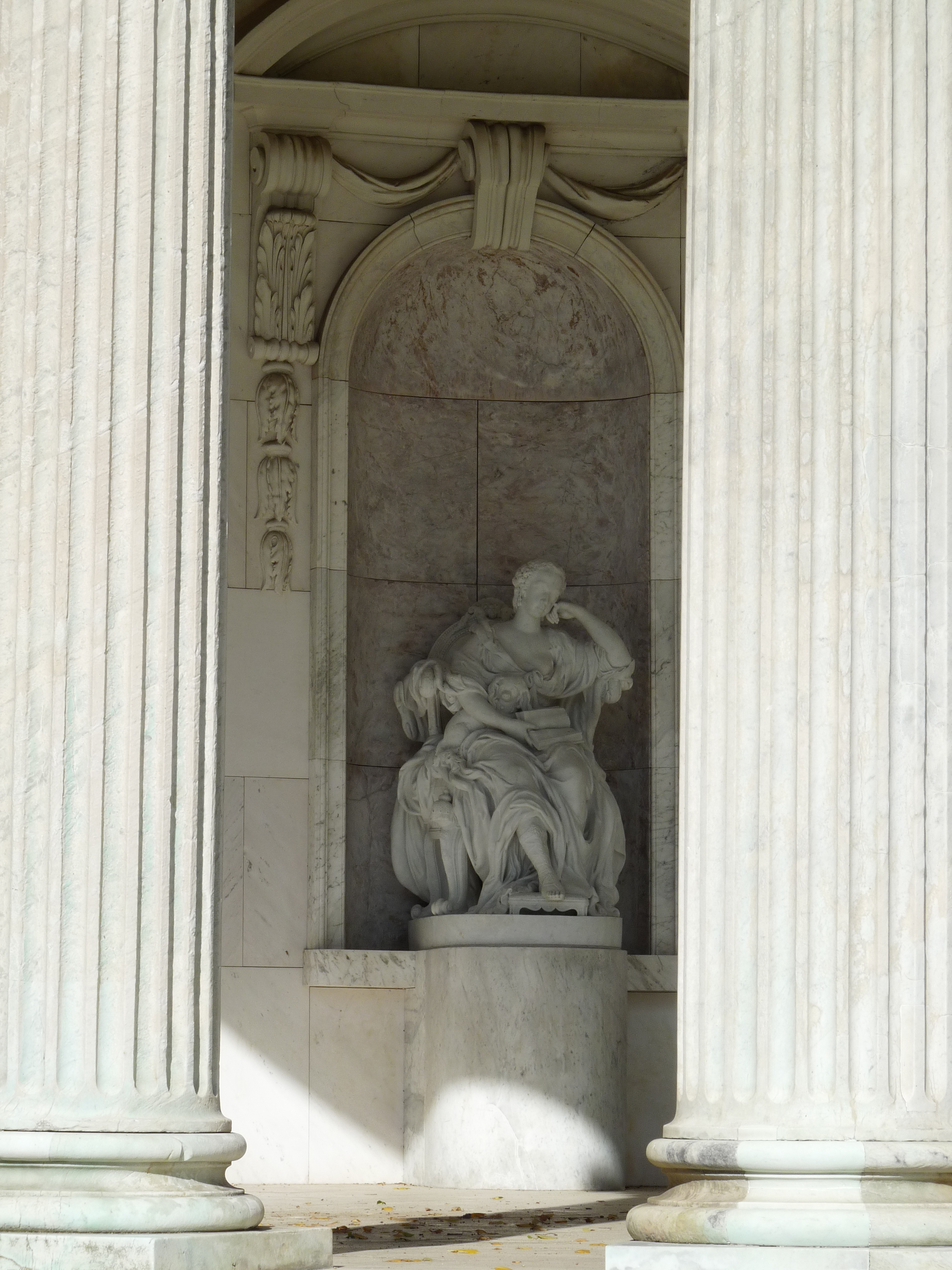
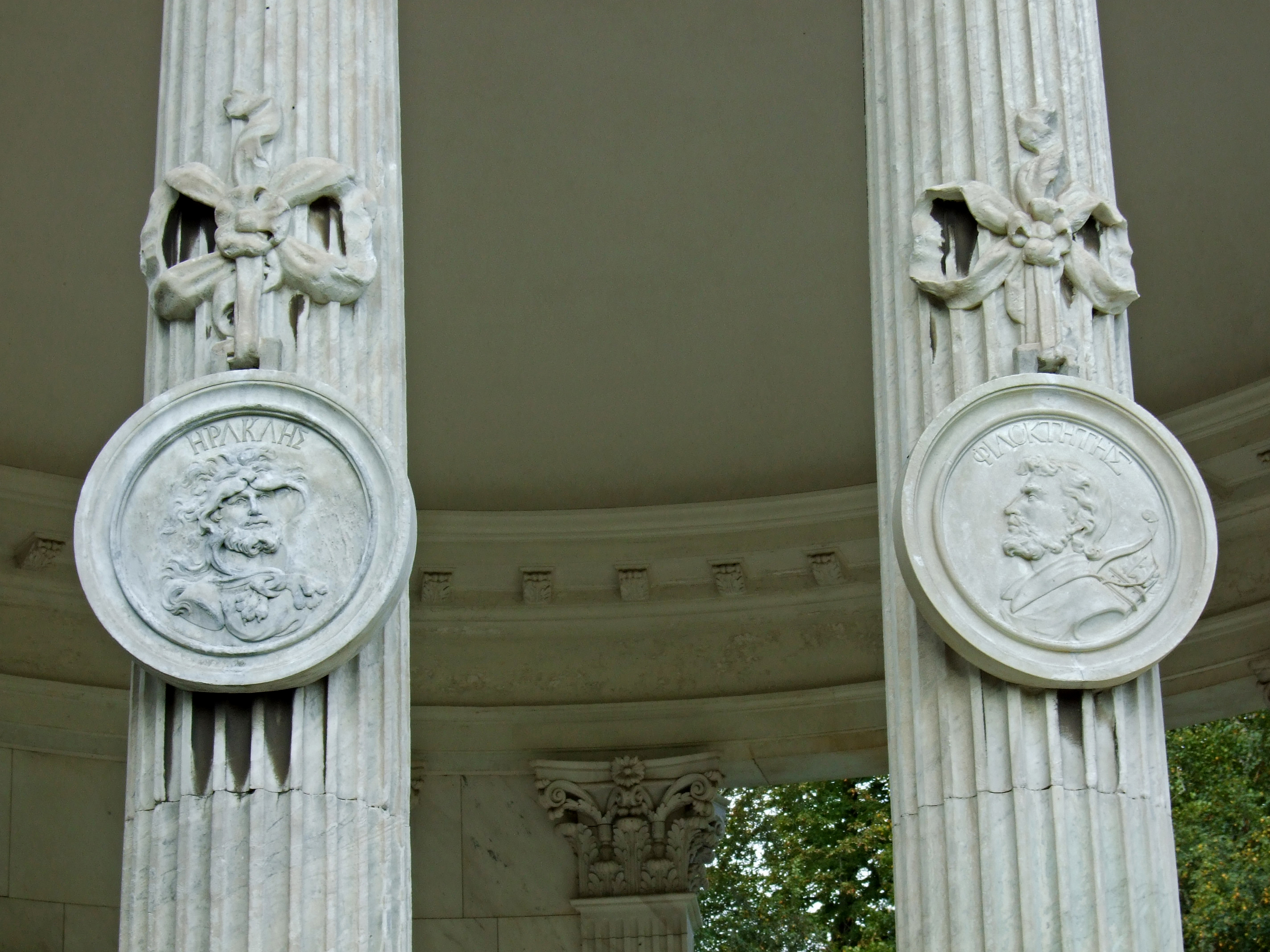
Herakles & Philoktetes
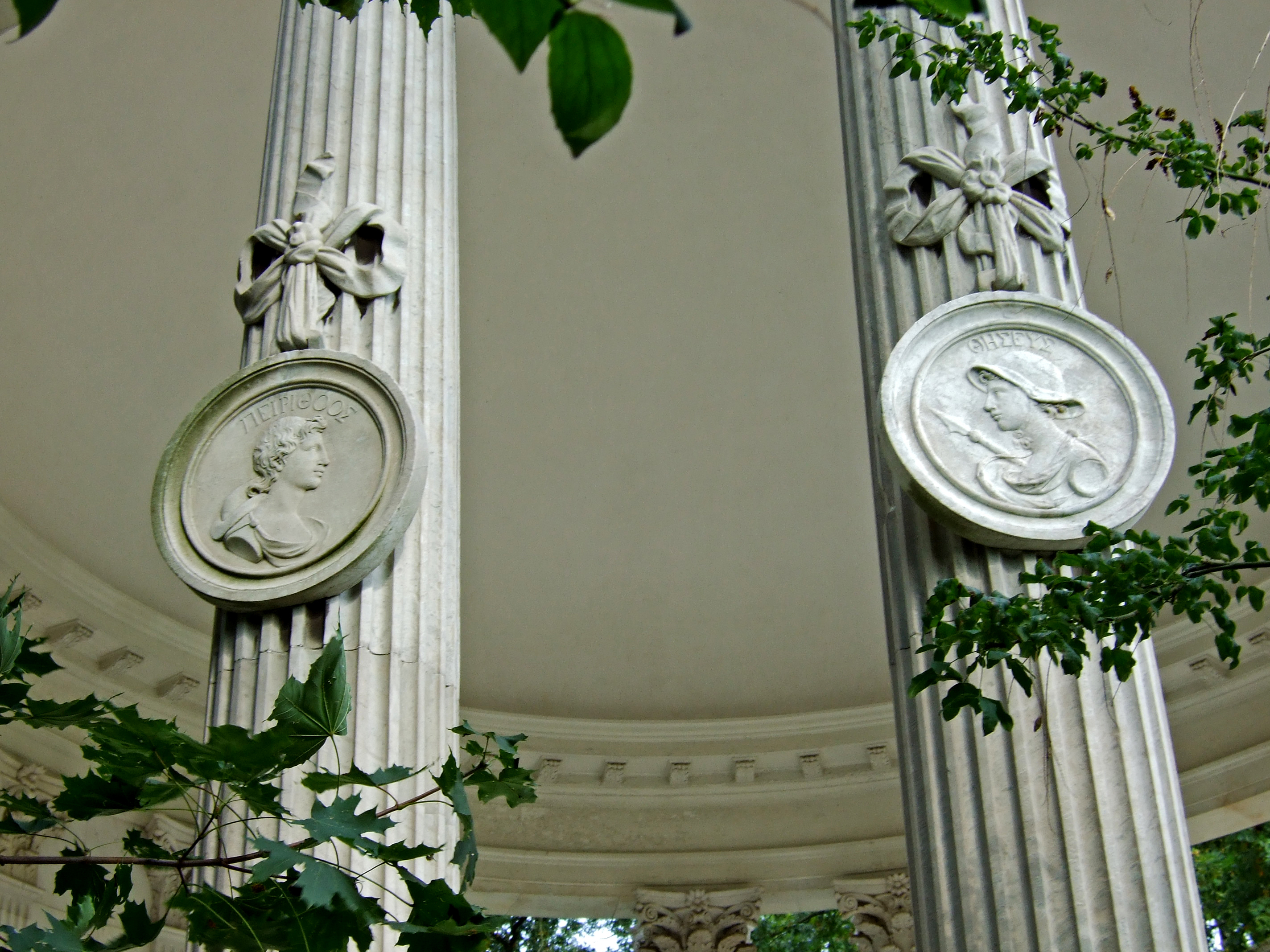
Peirithoos & Theseus